# Holcocephala obscuripennis
Holcocephala obscuripennis là một loài ruồi trong họ Asilidae. Holcocephala obscuripennis được Enderlein miêu tả năm 1914. Loài này phân bố ở vùng Tân nhiệt đới.